# Eparchie tulská
Eparchie tulská je eparchie ruské pravoslavné církve nacházející se v Rusku.

## Území a titul biskupa
Zahrnuje správní hranice území městského okruhu Tula a Donskoj, také Bogorodického, Venjovského, Volovského, Jefremovského, Kimovského, Kirejevského, Kurkinského, Novomoskovského a Uzlovského rajónu Tulské oblasti.
Eparchiálnímu biskupovi náleží titul biskup tulský a jefremovský.

## Historie
Myšlenka carevny Kateřiny II. Veliké o zřízení nového biskupství v Tule byla realizována za vlády cara Pavla I. Eparchie byla zřízena Nejsvětějším synodem dne 31. července 1799.
V průběhu 19. století byly v tulské eparchii kromě duchovního semináře vytvořeny čtyři duchovní učiliště.
Během Velké vlastenecké války se vztahy mezi státními orgány a Ruskou pravoslavnou církví mírně zlepšily. Věřící dostali možnost požádat krajské úřady o otevření chrámů a farností. Podle dopisu zmocněné rady pro záležitosti Ruské pravoslavné církve se v Tulské oblasti nacházelo 336 náboženských budov využívaných pro kulturní a hospodářské účely a 131 nevyužívaných budov. Aktivních pravoslavných farnosti bylo 7, z nichž dvě byly v Tule (chrám Dvanácti apoštolů a renovační chrám Všech svatých) a ostatní v Venjovu, Kaluze, Krapivenském, Taruském a Zaokském rajónu.
V oblasti bylo do roku 1945 podáno 30 žádostí o otevření chrámů, z nichž pouze 4 byly uspokojeny. V té době se v regionu staralo o věřící 13 kněží, 2 diákoni a 6 žalmistů, jejich počet se během příštího roku zdvojnásobil. Roku 1945 bylo podáno 89 žádostí a vyhověno bylo pouze devíti. Na začátku 50. let bylo v eparchii 39 aktivních farností. Od poloviny 60. let do roku 1988 bylo aktivních 34 farností (z toho 4 v Tule).
Roku 1987 byl z iniciativy arcibiskupa Maxima (Krochy) a požehnáním patriarchy Pimena ustanoven svátek Sbor tulských svatých. Zahrnuje jména svatých Tulské oblasti, včetně asketů spojených s bitvou na Kulikovském poli.
Dne 27. prosince 2011 byla rozhodnutím Svatého synodu zřízena z části území eparchie nová eparchie beljovská. Obě se staly součástí nově vzniklé tulské metropole.
Názvy:
- tulská a beljovská (1799–1919)
- tulská a venjovská (1919–1920)
- tulská a odojevská (1920–1944)
- tulská a beljovská (1944–2011)
- tulská (od 2011)

## Seznam biskupů
- 1799–1803 Mefodij (Smirnov)
- 1804–1816 Amvrosij (Protasov)
- 1816–1818 Simeon (Krylov-Platonov)
- 1818–1821 Avraam (Šumilin)
- 1821–1850 Damaskin (Rossov)
- 1851–1857 Dimitrij (Muretov)
- 1857–1860 Alexij (Ržanicyn)
- 1860–1893 Nikandr (Pokrovskij)
  - 1893–1893 Arsenij (Ivaščenko) dočasný správce
- 1893–1896 Irynej (Orda)
- 1896–1904 Pitirim (Oknov)
- 1904–1908 Lavrentij (Někrasov)
- 1908–1917 Parfenij (Levyckyj)
  - 1912–1912 Jevdokim (Meščerskij) dočasný správce
- 1917–1923 Juvenalij (Maslovskij) svatořečený mučedník
  - 1922–1923 Ignatij (Sadkovskij) dočasný správce svatořečený mučedník
- 1923–1925 Mykolaj (Mohylevskij) svatořečený vyznavač
- 1927–1928 Boris (Šipulin)
- 1928–1928 Tichon (Tichomirov)
  - 1928–1933 Flavian (Sorokin) dočasný správce
- 1933–1936 Onisim (Pylajev) svatořečený mučedník
- 1936–1936 Alexandr (Ščukin) svatořečený mučedník
  - 1937–1937 Apollos (Ržanicyn) dočasný správce
- 1940–1941 Alexij (Sergejev)
  - 1942–1943 Pitirim (Sviridov) dočasný správce
  - 1943–1944 Alexij (Sergejev) dočasný správce
- 1944–1946 Vitalij (Vveděnskij)
- 1946–1952 Antonij (Marcenko)
- 1952–1954 Sergij (Larin)
- 1954–1961 Antonij (Krotevyč)
- 1961–1961 Pimen (Izvekov)
- 1961–1966 Alexij (Konopljov)
- 1966–1966 Antonij (Krotevyč) podruhé
- 1966–1969 Varfolomej (Gondarovskij)
- 1969–1977 Juvenalij (Pojarkov)
- 1977–1978 Viktorin (Běljajev)
- 1978–1986 German (Timofejev)
- 1986–1989 Maxim (Krocha)
- 1989–1999 Serapion (Fadějev)
- 1999–2002 Kirill (Nakoněčnyj)
- od 2002 Alexij (Kutěpov)